# Фестивали Самарской области
Фестивали Самарской области — мероприятия событийного туризма, проходящие на территории Самарской области. По тематике выделяют спортивные, гастрономические, исторические, культурные — среди них отдельно музыкальные, и другие. По организации выделяют открытые, с бесплатным входом, и на те, где вход платный.

## Виды фестивалей
Самый известный и старейший из музыкальных — Всероссийский фестиваль авторской песни имени Валерия Грушина, он проводится с 1968 года и собирает более 20 тысяч человек в первые выходные июля, а зимой, обычно в конце февраля, проводится «Зимний Грушинский» на концертных площадках Самары.
Спортивные фестивали:
- зимний фестиваль активного отдыха «Жигулёвское море», включающий соревнования по сноукайтингу, и одноимённый летний яхт-фестиваль проходят в Куйбышевском водохранилище[2].
- экстремальный марафон «Хрящёвка Challenge»
- январская гонка на собачьих упряжках «Волга Квест»[4].

В категории гастрономических фестивалей Самарской области держит первенство ежегодный «Сызранский помидор», проходящий совместно с фестивалем духовых оркестров «Серебряные трубы Поволжья». В августе проводится фестиваль «Ширяевская вишня» в селе Ширяеве. В Тольятти проходит гастрономический фестиваль «Рыба моя».
Самым посещаемым стал молодой (с 2016 года) двухдневный фестиваль набережных «Волгафест», проходящий в Самаре в середине июня. Его зрителями и участниками стали более 250 тысяч человек; хотя в 2018 году из-за плохой погоды он собрал всего 65 тысяч человек.
Самым крупным музыкальным фестивалем был «Рок над Волгой», но с 2013 по 2019 года он не проводился. Громкое возвращение фестиваля было намечено на лето 2020 года, однако в связи с пандемией коронавируса фестиваль прошел в формате онлайн. После 9 раз прекратил существование фестиваль электронной музыки и экстремального спорта «ГЭС». Фестиваль музыки и искусств «Тремоло» (ранее «Классика над Волгой»; с 2008 года) собирает в Тольятти пять тысяч участников. Зрители слушают классическую музыку, исполняемую симфоническими оркестрами на открытой сцене на фоне Жигулёвских гор и реки Волги. В 2013 году на всероссийском конкурсе в области событийного туризма проект «Классика над Волгой» завоевал третье место в номинации «Культурные события». В 2014 году жюри Национальной премии Russian Event Awards наградило фестиваль званием «Лучшего проекта в области культуры» в сфере событийного туризма России, а в 2015 году он стал обладателем Гран-при в этой номинации. Жюри национальной премии «Серебряный лучник» назвало фестиваль в числе лучших проектов по продвижению территорий.
Международный фестиваль современного искусства «Ширяевская биеннале» проходит в селе Ширяеве, а также на площадках Самары.
Этно-военно-исторический фестиваль «Битва Тимура с Тохтамышем» посвящён битве на реке Кондурче, проводится под эгидой Самарского историко-краеведческого музея ежегодно в середине июня.
«Фестиваль всего живого Метафест» появился как площадка для музыки разных жанров, которой не нашлось места на Грушинском фестивале. Он проходит, как и Грушинский, на Мастрюковских озёрах в конце июля.
Этно-культурные фестивали: «Барабаны мира» под Тольятти, «Волга. Возвращение к истокам» в посёлке Зольное, фестиваль обрядовых действий «Злат венец» в Приволжье.
Театральные фестивали в Самаре:
- молодёжный фестиваль спектаклей малых форм «Театромагия»[17][18] (с 2012 года)
- многожанровый фестиваль «Волжские театральные сезоны»
- фестиваль-лаборатория театров для детей «Золотая Репка»
- фестиваль моды и театрального костюма «Поволжские сезоны Александра Васильева» (с 2000 года)[19]
- фестиваль классического балета имени Аллы Шелест включён в Европейскую фестивальную ассоциацию (EFA[англ.])[20].
- международный фестиваль уличного искусства «Пластилиновый дождь»[21][4][22].

Необычный фестиваль восстановления городской среды «Том Сойер Фест» зародился в Самаре, но уже вышел за её пределы. В течение фестивального сезона волонтёры восстанавливают фасады старых домов.
Не все попытки организовать фестиваль оказываются удачными: провалилась попытка гастрономического фестиваля «Изобилие».

## Даты проведения
Большинство фестивалей представляют собой многотысячные мероприятия под открытым небом и проводятся в тёплое время года — летом. В 2020—2021 годах некоторые ежегодные летние фестивали были отменены или перенесены из-за эпидемиологической обстановки. А в «постковидный» 2022 год организаторам пришлось перенести даты некоторых летних фестивалей, чтобы они не накладывались друг на друга.
Весной проводится традиционный джазовый фестиваль (на площадке Самарской филармонии) и театральные фестивали.
Осенью — «Поволжские сезоны Александра Васильева», фестиваль балета им. Аллы Шелест,
Зимой проводятся фестивали, посвящённые зимним видам спорта. Кроме этого, многие годы в концертных залах Самары проходил «Зимний Грушинский фестиваль» без конкурсной программы. 

## Поддержка фестивалей
Местные власти (муниципальные, областные) рассматривают фестивали как средство привлечения туристов в Самарскую область, оказывают некоторым фестивалям административную и информационную поддержку, публикуют «фестивальный календарь Самарской области». Чтобы обеспечить пассажирский поток на фестиваль, транспортные компании совместно с турфирмами формируют специальные фестивальные поезда (например на Грушинский, на «Сызранский помидор»), организуют дополнительные теплоходные рейсы (например на «Ширяевскую вишню»).